# チャールズ・エメリー・ローゼンダール

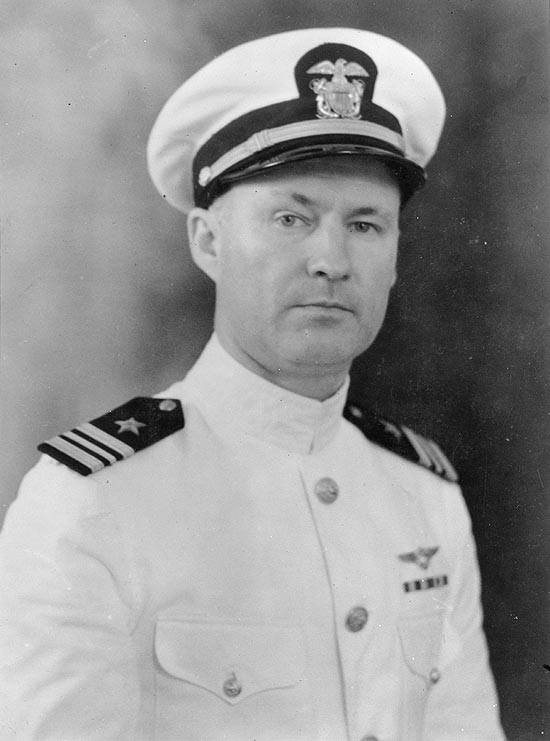
Admiral Charles Rosendahl, USN

チャールズ・ローゼンダール（Charles Emery Rosendahl、1892年5月15日 - 1977年5月17日）はアメリカ海軍の提督で、多くの、飛行船の運用に貢献した。

## 経歴
イリノイ州のシカゴに生まれた。その後家族とカンサス州に移った。カンサス州の海軍学校を卒業し、1914年6月に海軍に入隊した。旧式の戦艦オレゴンに勤務した後、第一次世界大戦中は砲艦ハッティントンの士官を務めた。1918年には技術士官として駆逐艦マッキーンの運用開始に貢献し、その後3年間何隻かの駆逐艦に勤務した。1921年から海軍学校で技術指導を行い、1923年にニュージャージー州レークハーストの海軍航空基地で、気球乗りとしての訓練を受けた。
1924年11月に飛行船シェナンドーの乗員となり、1925年オハイオ州上空で故障した飛行船を無事に地上に帰還させたことで名声を得た。次に飛行船ロサンゼルスの上級士官、指揮官を務め、ドイツの飛行船グラーフ・チェッペリンの長距離飛行に参加した。1930年に航空委員会の委員に任じられ、1931年から1932年の間は飛行船アクロンを指揮した。
1932年半ばから1934年半ばまで戦艦ウェストヴァージニアと重巡ポートランドで海上勤務についた。その後レークハースト基地の指揮官を1938年まで務めた。ヒンデンブルク号の1937年5月6日の炎上事故を目撃した。軽巡ミルウォーキーに勤務した後、海軍省で飛行船の増強に力をそそいだ。
1942年末から1943年の初めは重巡ミネアポリスを指揮し、1942年11月、ルンガ沖夜戦で、魚雷に被弾したミネアポリスを沈没から救った功績から海軍十字章を受けた。1943年5月に海軍少将に昇進し、海軍飛行船訓練所の長官となった。1946年11月に中将となり、退役した。その後も飛行船の支援を行った。